# Sandrach
Sandrach (niem. die Sandrach) – lewostronny dopływ niemieckiej rzeki Paar. Płynie przez miasto Ingolstadt i powiaty Aichach-Friedberg, Neuburg-Schrobenhausen i Pfaffenhofen an der Ilm. Jego długość to 48 kilometrów.